# کبوتر لرد هوو
کبوتر لرد هوو (نام علمی: Columba vitiensis godmanae) نام یک زیرگونه منقرض‌شده از سرده کبوتر است.